# Cabo Camarón
Cabo Camarón (literalmente, "Cabo camarão") é um cabo localizado na costa caribenha de Honduras em 15° 59′ 09″ N, 85° 01′ 32″ O. É notável como o território que Diego López de Salcedo de Trujillo contrato para conquistar para a Espanha, e como foco de disputas territoriais de águas para o acesso à pesca.